# Idarnotorymus
Idarnotorymus is een geslacht van vliesvleugeligen uit de familie Torymidae. De wetenschappelijke naam van dit geslacht is voor het eerst geldig gepubliceerd in 1916 door Masi.

## Soorten
Het geslacht Idarnotorymus omvat de volgende soorten:
- Idarnotorymus burdurensis O. Doganlar & M. Doganlar, 2008
- Idarnotorymus pulcher Masi, 1916